# Katedrála svatého Bartoloměje
Katedrála svatého Bartoloměje (původně kostel svatého Bartoloměje) je gotický trojlodní chrám stojící na náměstí Republiky v Plzni. Původní kostel byl založen pravděpodobně společně s městem kolem roku 1295, stavba současného začala po roce 1342. Vznikem Plzeňské diecéze v roce 1993 se z farního kostela stala katedrála. V roce 1995 byla zařazena mezi národní kulturní památky a její 102,26 m vysoká věž je nejvyšší kostelní věží v Česku.

## Historie kostela/katedrály
Kostel zasvěcený svatému Bartoloměji, založen pravděpodobně současně se založením Plzně kolem roku 1295, byl nejprve filiálkou kostela Všech Svatých v obci Malice, která dnes tvoří městskou čtvrť Roudná. Patronem obou kostelů byl původně český král, roku 1310 král Jindřich Korutanský udělil patronátní právo řádu německých rytířů. Ještě onoho roku byl však král z českých zemí vyhnán a řád se tak neodvážil svého práva ujmout. Roku 1322 si pak od Jana Lucemburského toto právo konečně vymohl. Následoval spor o faru právě s kostelem Všech svatých, který byl ukončen ve prospěch řádu německých rytířů roku 1342. Převzetí fary se tak pravděpodobně stalo předpokladem pro zahájení nové stavby kostela. Řád německých rytířů zůstal patronem až do roku 1546, kdy tyto pravomoci získalo město Plzeň. Se založením Plzeňské diecéze Janem Pavlem II. 31. května 1993 se z farního (arciděkanského – arciděkan měl již dříve právo nosit biskupskou mitru na území Plzně) kostela stala katedrála, sídelní kostel biskupa.

## Vývoj stavby

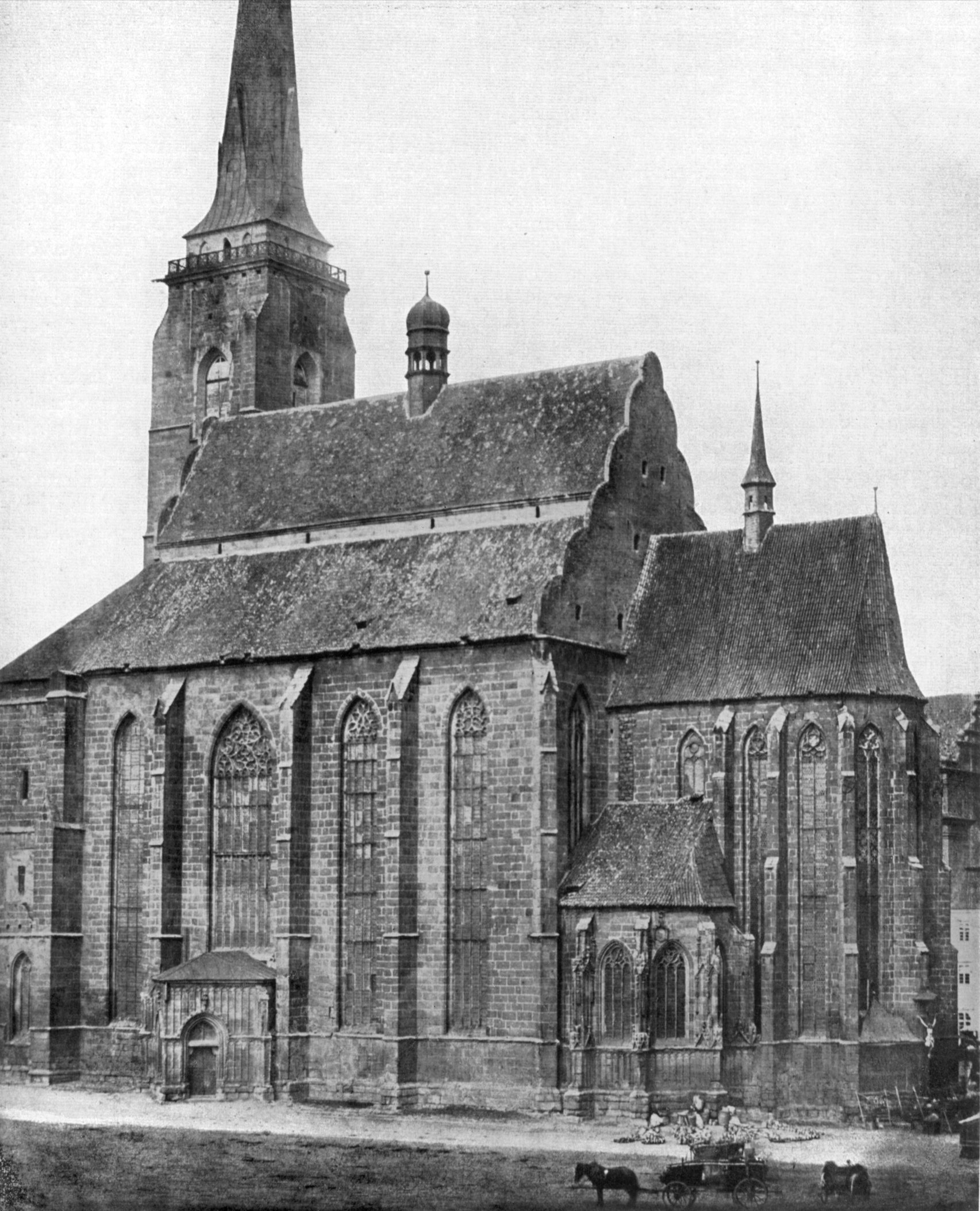
Stav v roce 1856 na fotografii od Andrease Grolla. Původní stanová střecha vyhořela roku 1525 a byla nahrazena novou s renesančními štíty, které byly při regotizaci koncem 19. století odstraněny

### Předchozí kostel a vznik současného
Nejstarší dochovaná zmínka pochází z roku 1307, kdy měšťan Wolfram Zwinillinger odkázal sladovnu a sušírnu sv. Bartoloměji (o kostele není zmínka) s podmínkou sloužení mší za jeho duši. Lze tedy odhadovat, že kostel mohl být založen přibližně ve stejné době jako město Plzeň, tedy někdy po roce 1295, avšak není známo, kde přesně stál. Umístění na městském tržišti bylo tehdy velmi řídké. Výstavba nového kostela na náměstí začala presbytářem po roce 1342 (přesné datum započetí stavby nelze dohledat). Ten se jeví vůči rozměrům kostela kratší ve srovnání s obvyklými proporcemi presbytáře. To je způsobeno jeho ubouráním při stavbě lodí. Zasahoval totiž až k první dvojici sloupů v lodích. Lodě měly být postaveny kratší, což bylo změněno po 60. letech 14. století. Budování síňového trojlodí započalo po roce 1360. Nejprve došlo k založení dvouvěžového průčelí a následném rozvoji stavby směrem k již stojícímu presbytáři. Z plánovaných dvou věží, severní a jižní, nebyla druhá jmenovaná nikdy dokončena. V téže době byla rovněž přistavěna sakristie na severní straně presbytáře. Do počátku husitských válek byly zřejmě vybudovány stěny trojlodí v plné výši, výška severní věže tehdy nepřevyšovala výšku římsy. Kostel tehdy byl zastřešen pouze krovem ve tvaru vysoké stanové střechy, vrcholící věží pro menší zvony. To umožňovalo používání chrámu ještě před jeho dokončením.

### Období po husitských válkách
Po husitských válkách výstavba pokračovala. Počátkem 15. století byly přistavěny boční portály, po roce 1476 bylo trojlodí zaklenuto síťovou klenbou na válcových sloupech. Architekt, za něhož je považován mistr Erhard Bauer z Eichstättu, se tak odchýlil od původně plánovaných hranolových pilířů. Touto dobou už se od stavby jižní věže upustilo, neboť se dvouvěžové průčelí příčilo estetickým názorům tehdejší doby. Následně došlo k překrytí trojlodí stanovou střechou zakončenou věžičkou, jež byla jen o málo nižší než budoucí výška severní věže, která v té době byla teprve v procesu výstavby.
V 70. až 80. letech 15. století byla k jižní straně presbytáře připojena Šternberská kaple, významná část chrámu. Postavit ji nechali Šternberkové, pro které se měla stát pohřební kaplí rodu. Za jejího autora je považován Hans Spiess, který v té době pracoval pro krále Vladislava II. na blízkém hradě Křivoklátě. Na tuto dataci poukazuje záznam z roku 1472, kdy byl v kostele (a zřejmě tedy v již dokončené kapli) pohřben Jaroslav ze Šternberka[nepřesný odkaz]. V téže době byla vystavěna i předsíň k jižnímu portálu, soudě podle detailů výzdoby shodných s výzdobou kaple.
Při rozsáhlých požárech v Plzni počátkem 16. století vyhořel v roce 1525 krov kostela a nejspíše i věž. Stanová střecha tak byla posléze roku 1528 nahrazena sedlovou v podobě, v jaké ji lze vidět dnes. Během první třetiny 16. století také přibyla severní předsíň, která je řešena méně dekorativně než Šternberská kaple a jižní předsíň. Roku 1580 přibyly renesanční vikýře. Po následující staletí nedocházelo k významným stavebním úpravám, měnil se pouze vnitřní mobiliář kostela.

### Období od 18. století po současnost
Ve druhé polovině 18. století byla rozšířena kruchta. Dne 6. února 1835 došlo po úderu blesku k požáru severní věže. O dva roky později byla věž pod vedením stavitele Františka Filouse nově zastřešena, jedná se však pouze o zjednodušenou kopii původní pozdněgotické střechy. Díky tomu je dnes nejvyšší kostelní věží v Česku. Roku 1870 se v důsledku vichřice zřítil východní štít na presbytář a Šternberskou kapli, kde shodil klenbu i s visutým svorníkem. Oprava kostela byla v letech 1879–1883 svěřena známému regotizátorovi, architektovi Josefu Mockerovi. Ten kromě opravy klenby presbytáře odstranil barokní hlavní oltář a nahradil jej novým, vytvořeným dle vlastního návrhu. Ze střech nechal odstranit renesanční vikýře a z interiéru dalších asi 24 převážně barokních oltářů. V letech 1914–1920 proběhla restaurace kostela i Šternberské kaple pod vedením architekta Kamila Hilberta, který se účastnil i dostavby katedrály sv. Víta v Praze. Velká oprava kostela se uskutečnila v roce 1987, projekt na statické zabezpečení kostela a věže a opravu střešního pláště vypracoval architekt Šantavý. V rámci obnovy národních kulturních památek, financovaných z fondů EU v rámci IROP, proběhla v letech 2018 až 2021 obnova všech částí stavby a restaurování uměleckých děl katedrály. V roce 2021 bylo firmou Brachtl - Kánský dokončeno též generální restaurování třímanuálových varhan.

## Poloha a architektonický popis

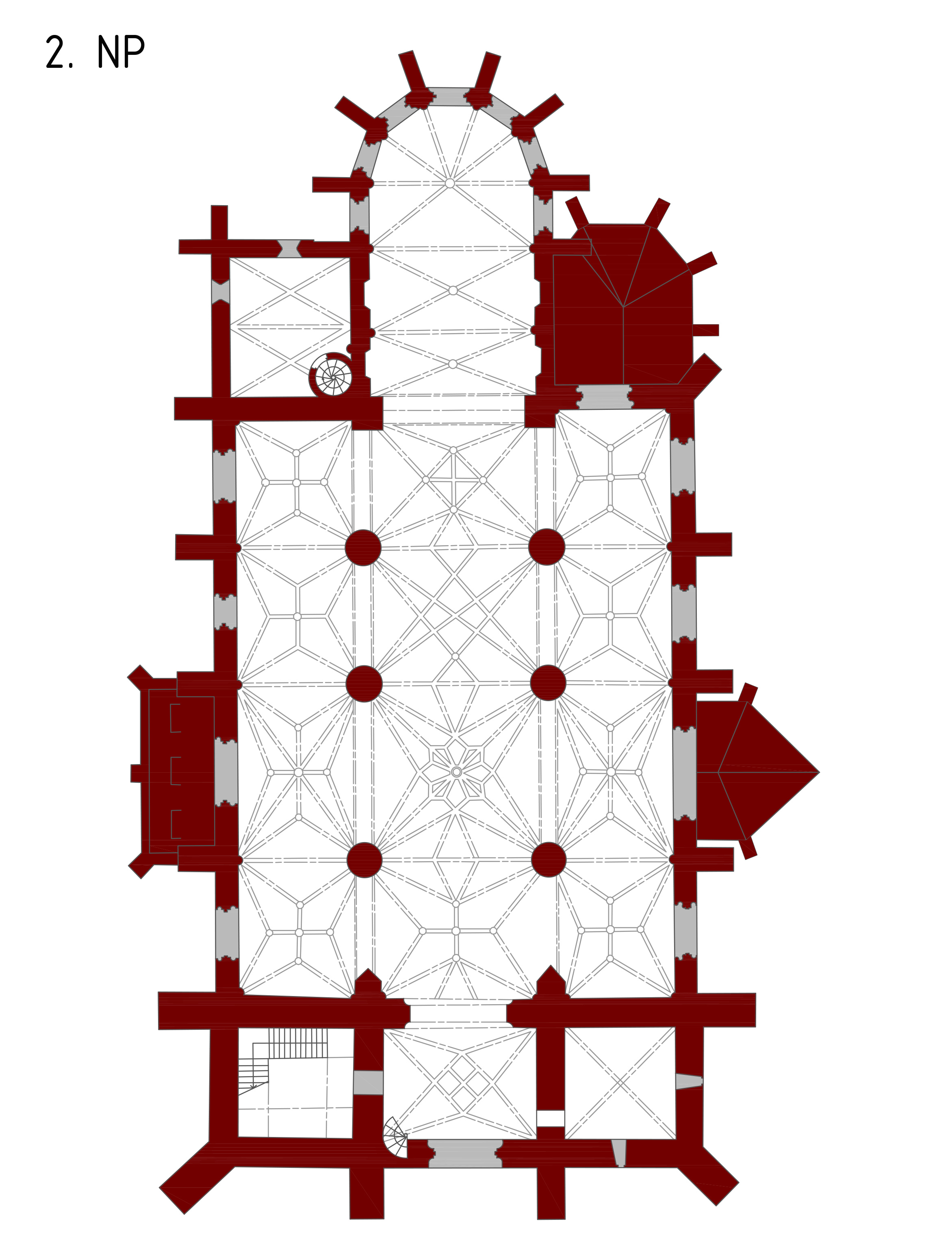
Půdorys s vyobrazenými klenbami chrámových lodí, presbytáře a depozitáře

Kostel leží na severní straně náměstí, což je z dobového hlediska nezvyklé umístění. Většina plánovitě založených měst nejen v západních Čechách umístila svůj kostel mimo náměstí k městským hradbám, a to z důvodu preference klidnějšího prostředí, než představoval městský trh.

### Obecný popis
Kostel je řešen jako halové trojlodí o čtyřech polích s dvouvěžovým polem na západní straně. Na východě navazuje presbytář o dvou klenebních polích, uzavřený polygonálně pěti stranami dvanáctiúhelníku. Kostel je přístupný hlavním vstupem v západním průčelí a dvěma bočními vstupy s předsíněmi na severní a jižní straně chrámu. Na severu je k presbytáři připojena sakristie s patrovým depozitářem, na jih od presbytáře se nachází Šternberská kaple.
Katedrála je dlouhá 58 m a široká 30 m, její klenby dosahují výšky 25 m. Kostelní věž je vysoká 102,26 m a je nejvyšší kostelní věží v České republice. V době svého vzniku byla druhou nejvyšší věží v celé Evropě. Na kostelní věž vede 299 schodů.

### Exteriér
Obkladovým materiálem pro stavbu katedrály jsou tesané pískovcové kvádry, které pocházejí z kamenných lomů severně od historického jádra. Zdivo lemuje po celém obvodu sokl, v horní části ukončený oblounem.
Západní průčelí bylo původně založeno jako dvouvěžové. Věže měly být podpírány mohutnými pilíři, jež měly dosahovat až po římsy obou věží. Ve výsledku se tak stalo pouze v případě realizované severní věže, u nedokončené jižní věže jsou pilíře ukončené přímo pod římsou nesoucí střechu, na rozdíl od opěrných pilířů stěn, jež jsou ukončeny níže. Pilíře jsou půdorysně jednou odstupňované, a to ve výšce 16 m. Na jižní věži jsou v totožných výškách znázorněny tytéž patrové římsy, jaké lze nalézt na věži severní. Přízemní okna jsou lomená, okna ve vyšších patrech obou věží mají tvar obdélníku. Okna v úrovni zvonové stolice severní věže jsou opět lomená, nad nimi se nacházejí ciferníky hodin.
Ve střední části západního průčelí se nachází gotický hrotitý portál se zaskleným tympanonem, vnější archivolta portálu je lemována kraby a vrcholí křížovou kytkou. Do ostění portálu byly dodatečně vsazeny sochy Panny Marie a sv. Jana, ti společně s Kristem na kříži tvoří skupinu Ukřižování. Mezi portálem a patrovou římsou se nachází nika s barokní sochou sv. Bartoloměje. Nad portálem se nachází hrotité okno s novogotickou kružbou. Do západního průčelí lze zahrnout i jednoduchý štít nad střední lodí.

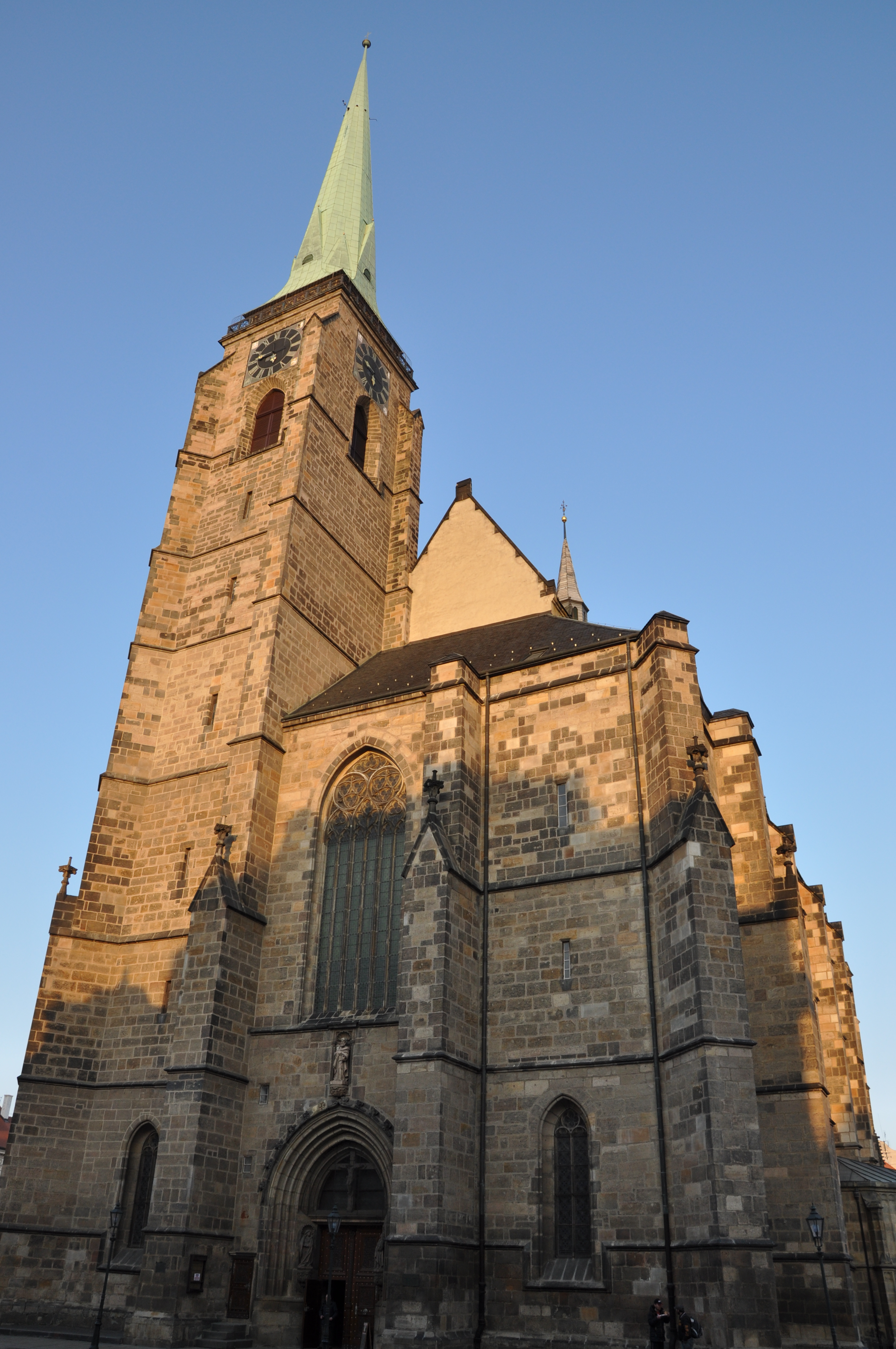
Průčelí s věží. Ta získala svou současnou podobu po požáru v roce 1835 a od té doby je se svými 102,26 m nejvyšší kostelní věží v Česku

Na bočních průčelích, severním a jižním, lze najít pouze drobné odlišnosti, neboť jsou řešena velmi podobně. Na západním nároží se nacházejí na koso postavené opěrné pilíře věží, průčelí jsou dále členěna dalšími pilíři na pět polí. První pole při západním nároží jsou řešena stejně jako západní dvouvěžové průčelí. Ostatní pole obsahují lomená okna, ve druhém a pátém poli, shodně pro obě průčelí, čtyřdílná. Ve třetím poli se na jižní straně nachází okno sedmidílné, na severní straně šestidílné. Ve čtvrtém poli se počet dílů opět liší – na jihu je okno čtyřdílné, na severu dvojdílné. V ostění všech oken se nachází hluboké výžlabky. U kružeb jsou použity plaménkové, sférické a čtyřlistové vzory.
Ačkoliv se boční portály v současnosti nacházejí v interiéru předsíní, byly původně koncipovány jako součásti průčelí, a proto je na místě je popisovat společně s nimi. Jižní portál je bohatší než severní, neboť se otevíral do větší plochy náměstí a byl zde tudíž kladen větší důraz na dekorativnost. Jednotlivé pruty lomeného ostění vybíhají z drobných soklíků. Na ostění plynule navazuje pravoúhlé olemování. U archivolt i olemování je použito dekorování krabovými listy, portál uprostřed vrcholí křížovou kytkou. Severní portál je koncipován o něco jednodušeji, leč velmi podobně.
Oba portály byly na přelomu 15. a 16. století opatřeny předsíňkami. Předsíňka na jižní straně chrámu má pětiboký půdorys s fiálou na nároží, zespodu opatřenou podobiznou (snad autoportrét stavitele Hanse Spiesse). Do předsíňky se vchází dvěma hrotitými portály, jejichž ostění je profilované oblouny a výžlabky. Nad pravoúhlými dveřními otvory se nacházejí překlady. Na zdech předsíně bylo použito lamelování shodné s tím, jež bylo použito u Šternberské kaple. Předsíň na severní straně má obdélný půdorys, který mírně předstupuje před líc pilířů. Vstupy mají profilované ostění, jehož jednotlivé pruty vybíhají ze soklíků. Nad římsou stojí atika, jejíž tvar cimbuří umožňuje odtok vody. Předsíň je zakryta pultovou střechou s vikýři.
Presbytář kostela je vzhledem k rozměrům katedrály drobnější. Jeho zdivo lemuje sokl ukončený bankálovou římsou. Okna presbytáře jsou dvoudílná, výjimkou je osové okno, které je třídílné. Jejich kružby jsou řešeny obdobně, hlavním motivem je sférický trojúhelník, např. u prostředního okna doplněný dvoulisty a trojlisty. Dvě okna na severní straně a jedno okno na straně jižní jsou zazděná. U okna na jižní straně, umístěného v prvním poli presbytáře od vítězného oblouku, se tak stalo v důsledku úpravy řešení styku presbytáře s lodí, jež byla oproti původnímu plánu zvětšena. Pilíře presbytáře jsou drobnější než pilíře na ostatních částech katedrály. Jsou třikrát odstupňované, pultové střechy na vrcholcích mají drobné štíty. Lze na nich spatřit dekorace v podobě štítů se znaky německých rytířů.
K severní straně presbytáře je připojena sakristie s patrovým depozitářem. Je zakryta pultovou střechou, podlaží jsou oddělena bankálovou římsou. V rohu mezi presbytářem a lodí vybíhá ze sakristie válec s točitým schodištěm vedoucím k podkroví nad presbytářem. Okna na severní straně nejsou umístěna nad sebou, příčinou je odlišné řešení kleneb ve vnitřních prostorách. Vnější vstup je ozdoben drobným portikem v novogotickém stylu. Na východní straně se nachází jedno dvoudílné lomené okno pro každé ze dvou podlaží.
Na jižní straně presbytáře leží Šternberská kaple, v závěru trojboce uzavřená. V rozích stojí opěrné pilíře, mezi něž jsou v každém ze třech polí vsazena okna. Pilíře jsou nad bankálovou římsou zdobeny trojúhelníkovými štítky a z nich vystupujícími fiálami. Kružby oken zde mají shodné plaménkové motivy. Kaple je zakryta valbovou střechou.

### Interiér

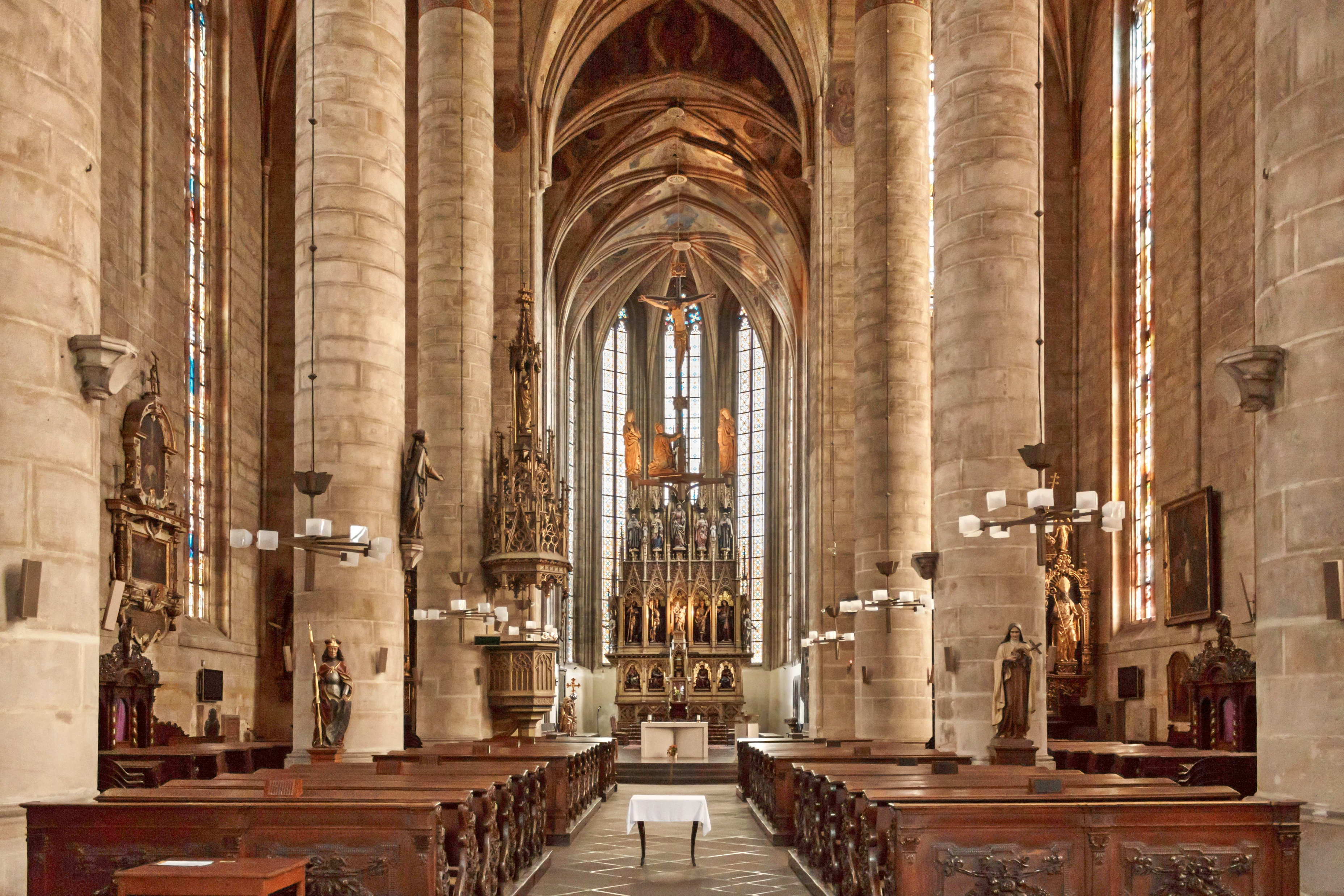
interiér lodi, pohled ke kněžišti

Členění presbytáře obstarávají lineární hruškovitě svazkové přípory, které plynule přecházejí v baldachýnovou klenbu. Vstup do presbytáře je obstarán vítězným obloukem, vyšším než samotný presbytář, rozdíl těchto výšek je řešen plochou s vyobrazením Ježíše Krista jako soudce při Posledním soudu. Do sakristie a kaple vedou z presbytáře dva novogotické portály s ostěními tvaru lomeného oblouku s krabovými listy na vnější straně a křížovou kytkou na vrcholu. Klenby zdobí malby od Karla Jobsta z roku 1883.
Dvouvěžové průčelí se v interiéru projevuje prostřednictvím mohutných pilířů křížového profilu, obrácených do hlavní lodi zaostřenými polopilíři. Klenba jižního podvěží je řešena jednoduchou čtyřcípou hvězdou se středním křížem. Vstupní prostor je zaklenut čtyřcípou hvězdicovou klenbou doplněnou diagonálním křížem s žebry hruškové profilace.
Vnitřní prostor lodí po obvodě obíhá bankálová římsa, na níž přiléhají válcové přípory s konzolami na vrcholu, odkud se následně rozbíhají klenební žebra. V jižní lodi se ve východní stěně nachází portál do Šternberské kaple tvaru lomeného oblouku. Okna lodí, čtyři na každé straně chrámu, mají v ostění výrazný obloukový profil.
Klenba lodí je podepřena sloupy kruhového průřezu s kruhovým soklem. Pod těmito pilíři se zřejmě nacházejí základy původních sloupů čtvercového profilu, shodného s tvarem soklů podpor vítězného oblouku, což poukazuje na shodný architektonický koncept. Na pilířích v podvěží je také patrná pozdější změna plánu zaklenutí, neboť výběžky žeber poukazují na původní záměr použít klenbu křížovou. Protože jsou však klenby lodí síťové, musela být tato žebra dodatečně s využitím značného úsilí otáčena a rozmnožována.
Na západní straně trojlodí se v prostoru mezi věžemi nachází kruchta, a to ve výšce přibližně 8 m. Koncem 16. století byla zvětšena pomocí klenebního pasu podpíraného křížovými pilíři, k dalším úpravám došlo v 60. letech 18. století, kdy byl kůr rozšířen do prostoru lodí.

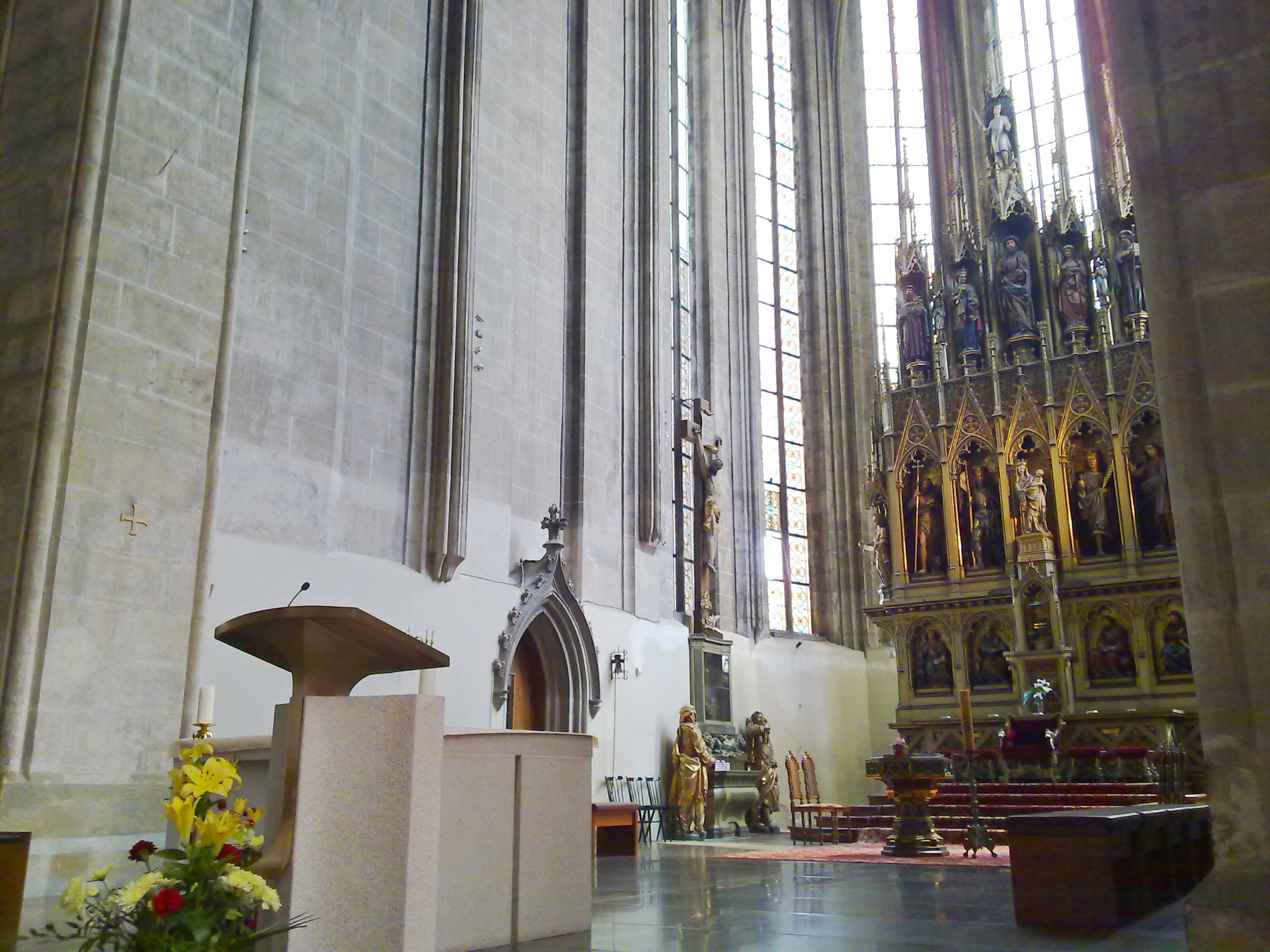
presbytář s novogotickým oltářem podle návrhu Josefa Mockera

Sakristie se nachází v přízemní části přístavku k severní straně presbytáře. Má obdélníkový půdorys a zaklenuta je dvěma poli klenby. Ve větším poli je klenba hvězdicová síťová, v menším jednoduchá křížová, klenební žebra mají shodně hruškovitý profil. V jihozápadním rohu sakristie se nachází šnekové schodiště, vedoucí do depozitáře nad sakristií.
Místnost depozitáře původně fungovala jako almarium, později pak jako klenotnice určená ke skladování cenných liturgických předmětů. Prostor je zaklenut dvěma poli křížových kleneb. Podle na pohled patrných nepřesností lze soudit, že byly pravděpodobně konstruovány pro odlišné prostory a do prostoru depozitáře byly vsazeny dodatečně. Žebra mají opět hruškový profil.
Schodiště vede dále směrem do podkrovního prostoru nad presbytářem. Podle dobových kreseb lze odvodit, že tato část schodiště byla přistavěna až v době oprav v letech 1879–1883, na což poukazuje i lehce odlišný tvar od schodiště vedoucího ze sakristie do depozitáře.

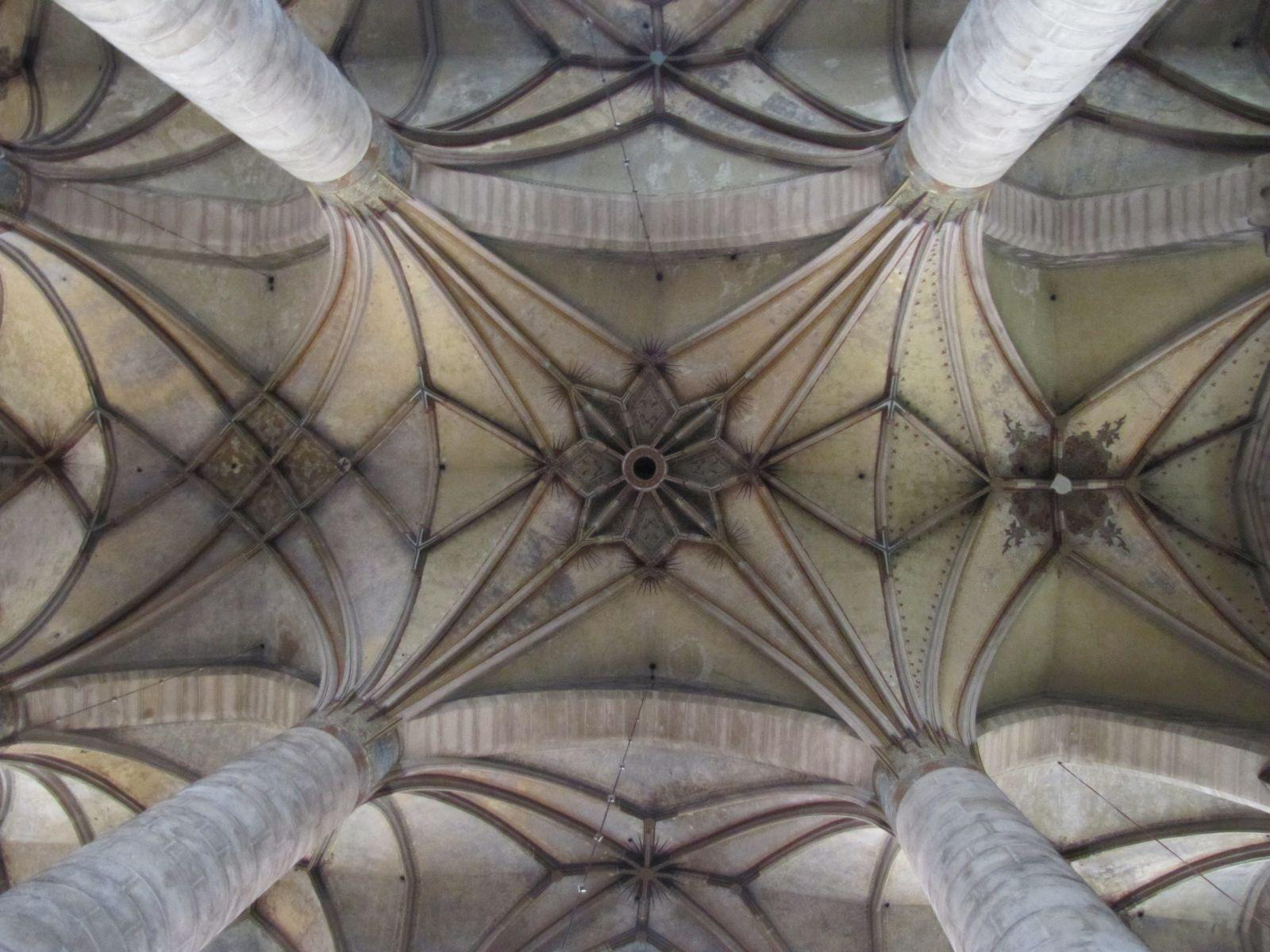
detail klenby hlavní lodi

Šternberská kaple se nachází na jižní straně presbytáře. Byla vybudována jako pohřební kaple rodu Šternberků. Prostor je uzavřený polygonálně třemi stěnami osmiúhelníku, v každé z těchto stěn je vsazeno okno. Kaple má dva vstupy – hlavní se nachází v jižní chrámové lodi, vedlejší v presbytáři, vybudován roku 1857. Na jižní stěně kaple se nalézají tři výklenky, sloužící zřejmě jako úložné prostory pro významné předměty. Výklenky byly původně bohatě zdobeny fiálami a archivoltami s kraby, tyto dekorace však byly v průběhu oprav kaple odstraněny.

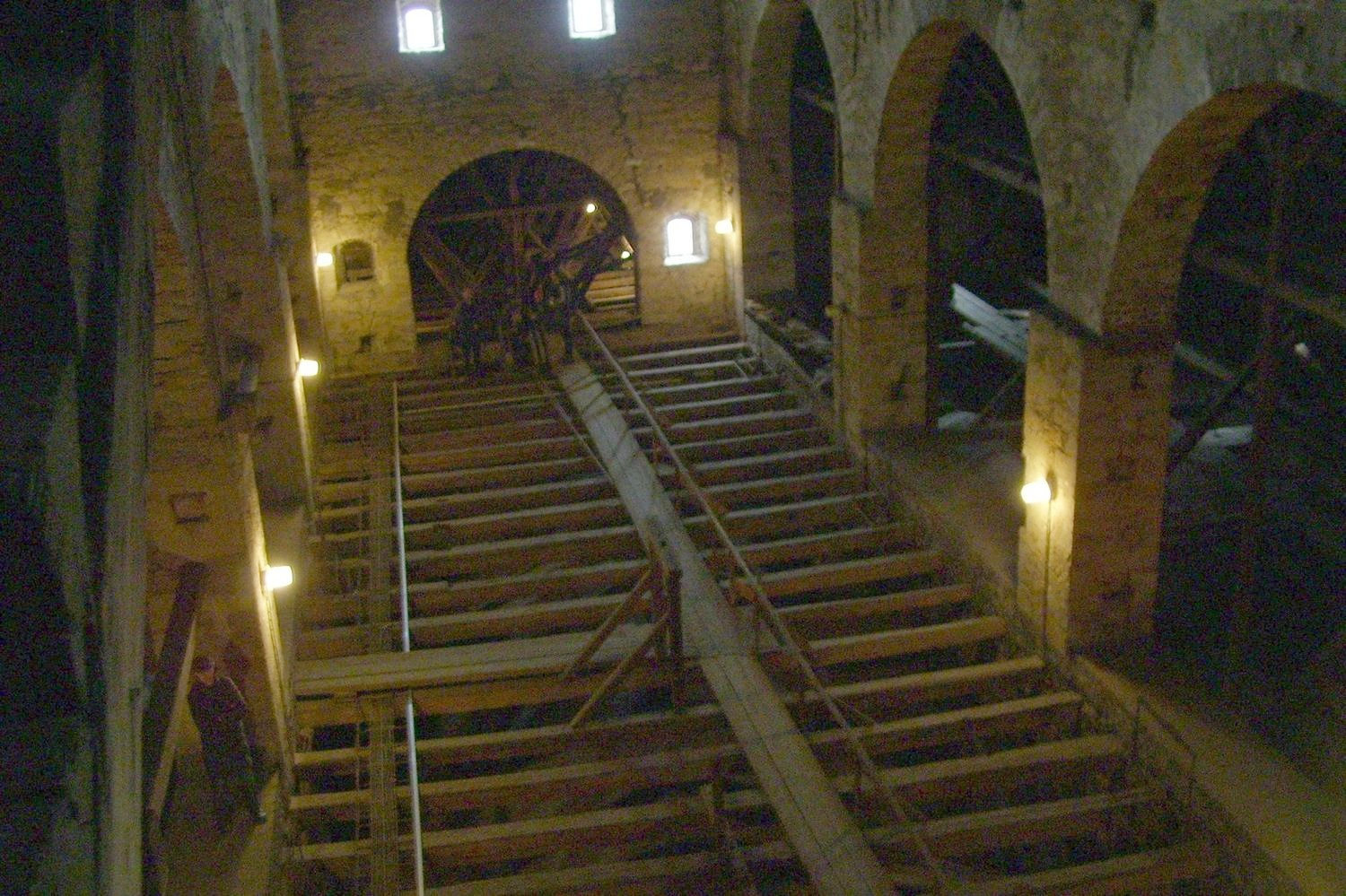
prostor v krovu nad hlavní lodí

Za pozornost stojí pozoruhodná klenba Šternberské kaple s visutým svorníkem. Jedná se o klenbu tzv. milevského typu, půdorysně je tedy řešena jako šesticípá hvězda. Svorník tvoří sedm žeber vystupujících z míst, kde se protínají trojice žeber klenby. Tato žebra se spojují nad kamenem s motivem dvojice andělů držících znak rodu Šternberků. Žebra klenby i svorníků mají shodně hruškovitý tvar. Střecha kostela se skládá z několika částí. Lodě jsou zastřešeny sedlovou střechou přerušenu v místě římsy hlavní lodě. Presbytář pokrývá střecha valbová, západní průčelí částečně valbová. Na hřebenech střech presbytáře a lodí stojí gotická sanktusová věžička. Dnešní krovy kostela byly stavěny po požáru v roce 1525. Konstrukce krovů je převážně hambalková, jako materiál bylo použito převážně borovicové dřevo, méně jedle. Renesanční arkády z roku 1528 nesoucí hlavní krov vytváří působivý prostor.

## Výzdoba chrámu
Nejcennější výzdobou chrámu je opuková plastika Plzeňské Madony (z doby okolo 1390) ve středu hlavního pseudogotického oltáře navrženého architektem Josefem Mockerem. Mimořádným dílem gotického řezbářství je také monumentální sousoší Kalvárie z 60. let 15. století. Z hlavní lodi je možné vstoupit do pozdně gotické Šternberské kaple v pravé části chrámu, kde se nachází Český oltář, secesní dílo řezbáře Jana Kastnera. V chrámu se nachází mj. bohatě zdobená barevná okna, např. okno s motivem Golgoty od plzeňského malíře Josefa Mandla či dalších významných umělců.

### Zajímavosti
Plzeňské Madoně byla zasvěcena 27. kaple Svaté cesty Svatováclavské z Prahy do Staré Boleslavi, která byla založena v letech 1674–1690. Donátorem této kaple byl Adolf Vratislav, říšský hrabě ze Šternberka, nejvyšší sudí zemský. V pondělí 17. listopadu 2014 obdržela velká věž katedrály opět zvony, až na jeden původní ulité za přispění zbraslavského zvonaře Rudolfa Manouška ml. v Holandsku.
Arciděkanský kostel si i po kodifikaci římského ritu papežem sv. Piem V. (1570) podržel některé liturgické zvláštnosti, které patrně byly zbytky starších zvyků. O těch se v průběhu raného novověku občas vedly spory.

## Šternberská kaple

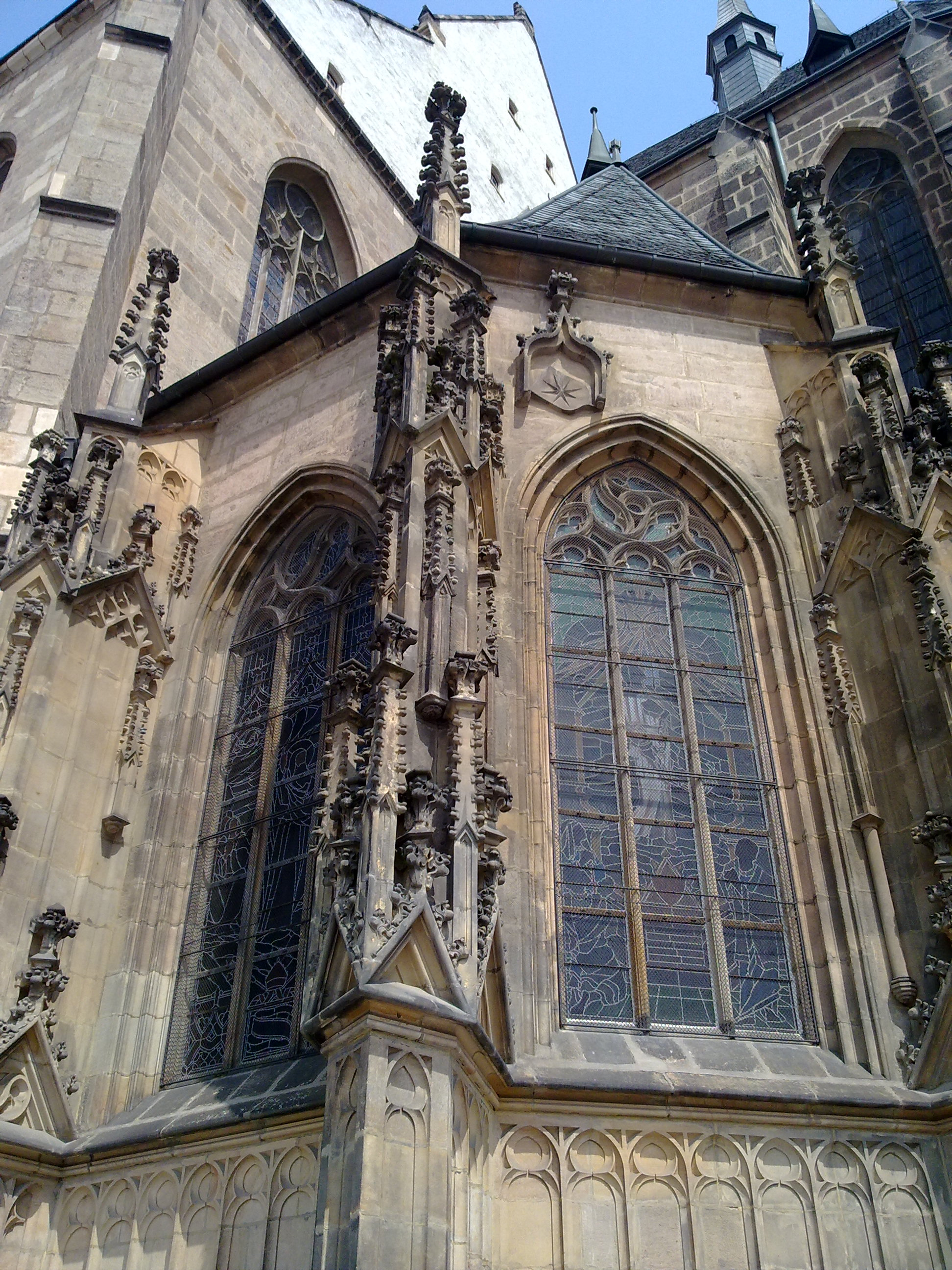
Fiála Šternberské kaple

Na počátku 16. století byla v Plzni ke kostelu sv. Bartoloměje přistavěna Šternberská kaple. K její stavbě došlo především z mocenských důvodů, neboť si ji rod Šternberků zvolil jako místo k poslednímu odpočinku svých příslušníků.

### Stavitelé a majitelé
Není známo, kdy a kdo postavil Šternberskou kapli. Za jednoho z autorů je považován Hans Spiess, který v té době pracoval pro krále Vladislava II. na nedalekém hradě Křivoklátě. Poukazuje na to záznam z roku 1472, kdy byl v kostele a v právě dokončené kapli pohřben Jaroslav ze Šternberka, syn Ladislava ze Šternberka. Z architektonických detailů kaple je taky čitelná práce stavitele Svatovítského dómu, architekta Kamila Hilberta, který vedl restauraci kostela v letech 1914–1920. Hilbert taky označil období po roce 1510 jako nejpravděpodobnější dobu vzniku kaple. To taky souhlasí s dochovanými zprávami o životech rodiny Šternberků na Zelené Hoře a v širším Plzeňsku. Umělecko-historický rozbor kaple dále poukazuje na to, že jejím stavitelem nebyl český stavitel Benedikt Rejt. Tvarové zvláštnosti kaple spíše ukazují do sousední Lužice. Tam ve městě Cvikov stojí katedrála, jejíž část postavená v té samé době jako Šternberská kaple vykazuje svými detaily nápadné shody se Šternberskou kaplí. Stavitel byl tedy spíše z Lužice. Nejen Ladislav ze Šternberka, ale také i jeho předchůdci měli úzké styky s Lužicí, je proto možné, že si budovatel kaple opatřil mistra tam, kde měl v tom směru největší známosti i možnosti.
Mistr si ke stavbě zvolil místo, které vykazovalo nejlepší podmínky. Je to kout, který vznikl stykem široké, pravé lodě chrámu s presbyteří. Je obrácen k tiché a sluneční jižní straně, takže tady byl poměrný klid vhodný pro poslední odpočinek rodu.

### Exteriér
Vysoká stavba chrámu určovala i přístavbě štíhlý tvar; technické možnosti pozdní gotiky byly už tehdy poměrně obsáhlé, takže takovou podmínku lehce splňovaly. Kamenné, těžkopádné masy zdiva dovedl stavitel počátkem 16. století velmi dovedně zakrýt, takže ustupovaly úplně do pozadí. Spodní část je nevšedně vyzdobena – po celé své šířce je tzv. „panellována“, tj. pokryta tesanými slepými gotickými kružbami. Nad touto částí probíhá pod okny dokola mohutná římsa, ze které na opěrných pilířích vyrůstají trojboké štítky. U každého pilíře jsou čtyři – na stranách po jednom větším, vepředu dva menší, které se sbíhají v ostrém úhlu. Velké štítky jsou zdobeny kružbou; na jednom je v kruhu osmicípá hvězda – šternberský znak. Na hranách a v koutech jsou k pilířům přidány štíhlé fiály.
V horní části pilíře poněkud ustupují, výzdoba se zde zjednodušeně opakuje. Pilíře nejsou zakončeny štítky, ale šikmou deskou, tzv. pultem, nad kterým vystupují do značné výšky velké fiály. Ty přečnívají i nad hlavní římsu kaple. Svojí hmotností tam pomáhají zvětšovat odolnost pilířů, do kterých se sbíhá žebroví kamenné klenby. Na jihovýchodní stěně je nad oknem umístěn v levém rohu kamenný znak Šternberků v ozdobném baldachýnu, který je také zakončen fiálou. Okna jsou poměrně široká, opatřena rozmanitými a bohatými kružbami s plaménkovými motivy a rozdělena vždy dvěma pruty. Střecha se nezachovala v původním tvaru a před opravou byla jen nouzová – pultová. Nyní je na kapli nová stanová břidlicová střecha, která štíhlé tvary kaple plně podporuje. Konstrukce krovů je převážně hambalková a jako materiál bylo zvoleno borovicové dřevo.

### Interiér
Klenba Šternberské kaple je komponovaná do osmipaprskové hvězdy, jakou ve svém štítu nesli Šternberkové. Z hvězdy je vyvedených sedm visutých žeber, spojených hluboko pod klenbou ozdobným svorníkem, figurálně komponovaným, kde je znovu uplatněn Šternberský znak. Příslušnost kaple byla tedy náležitě zdůrazněna.
Na jižní stěně se blízko dlažby nacházejí různé výklenky. Jeden široký dvojitý je tzv. sedilie, tj. sedátko pro kněze. Široký segmentovitě sklenutý výklenek vpravo byl původně uzavřen mřížkou a sloužil k uschování bohoslužebného náčiní. Podobně úzký, vysoký a zahrocený vedlejší výklenek byl používán pro zvláštní předměty – např. svíce. Původní vchod do kaple byl na severu a vcházelo se tudy přímo do pravé chrámové lodi. V 18. století stály v kostele dva oltáře, z každé strany jeden – oltář sv. Barbory a sv. Kateřiny. Na východní straně kaple stával hlavní oltář na kamenném goticky profilovaném stole, dodnes zachovaném. Dřevěná architektura, která na něm kdysi spočívala, zmizela. Od počátku 17. století, tj. od úpravy kaple Ladislavem ze Šternberka, stály vedle starého hlavního oltáře ještě další dva, které však nespočívaly na kamenných stolech, byly celé ze dřeva. Tyto oltáře nebyly postaveny při stěnách, ale dotýkaly se jich bokem, takže jeden stál před hlavním oltářem a levým bokem při severní zdi. Druhý naopak na opačné straně, pravým bokem ke jižní zdi.
Po svém opětovném zřízení na počátku 17. století měla kaple pouze obrazovou výzdobu. S výčtem obrazů se setkala poprvé v roce 1765. V té době byla na epištolní straně zavěšena sv. Rodina v černém rámu, pod ním jiný obraz Matky Boží Bolestné. Na evangelijní straně (levé) byl umístěn veliký obraz sv. Josefa na smrtelné loži, u něhož stáli Ježíš a Maria s anděli. U vchodu byl zavěšen obraz sv. Rosalie. Od počátku 18. století byly v kapli uloženy také sochy užívané při církevních průvodech. Při hlavním oltáři stály velké sochy Panny Marie s Ježíškem a sv. Šebestiána mučedníka. Jinde jsou uloženy sochy spolu s podstavci Neposkvrněného početí, sv. Vojtěcha, biskupa a mučedníka, a sv. Isidora. Bylo tu také velké sousoší 12 sv. apoštolů, složené ze tří částí. Z nástěnných maleb se dodnes zachovaly podstatné části. Jsou to jmenované znaky, lobkovický a šternberský s příslušnými nápisy. Ty zdobí severní stěnu. Pak se tu dochovalo ještě několik postav světců na západní a jižní zdi, které poukazují na původní zasvěcení kaple. Nachází se tu Panna Maria, sv. Václav a sv. Barbora. Malby jsou to v životní velikosti, jsou však sešlé a zanedbané a čekají na důkladnou restauraci.

## Galerie

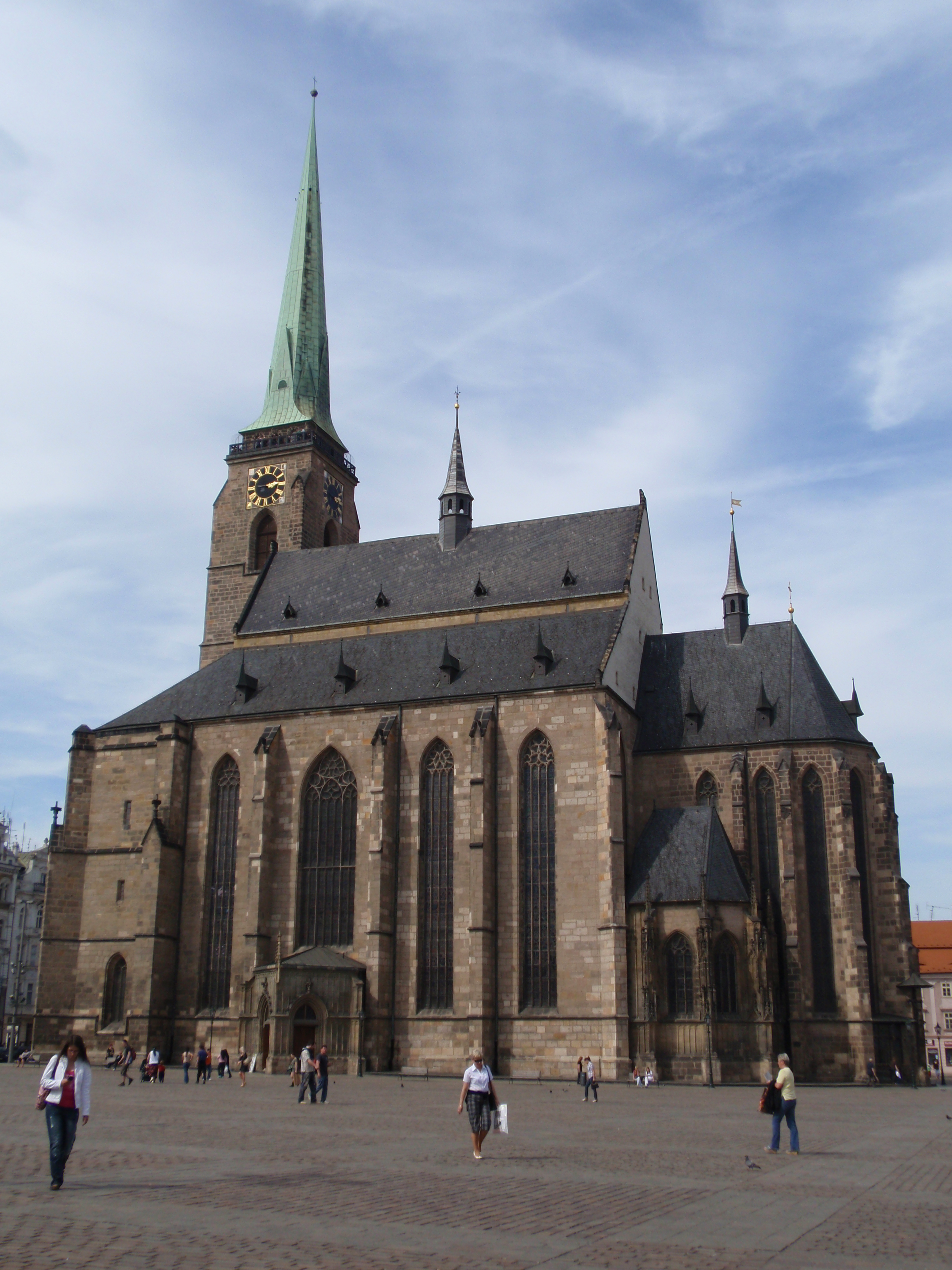
Celkový pohled z jižní strany náměstí
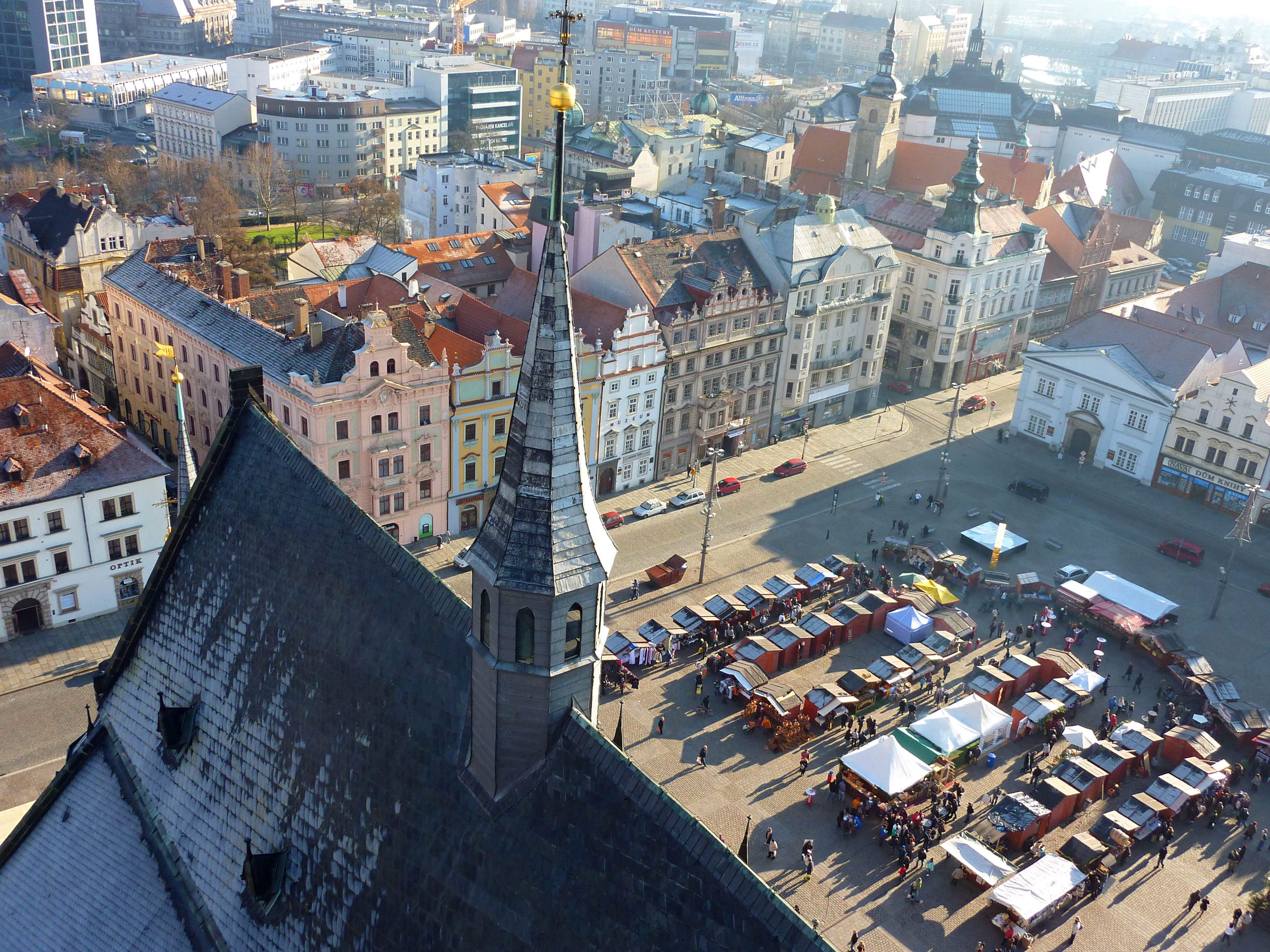
Pohled z věže na náměstí
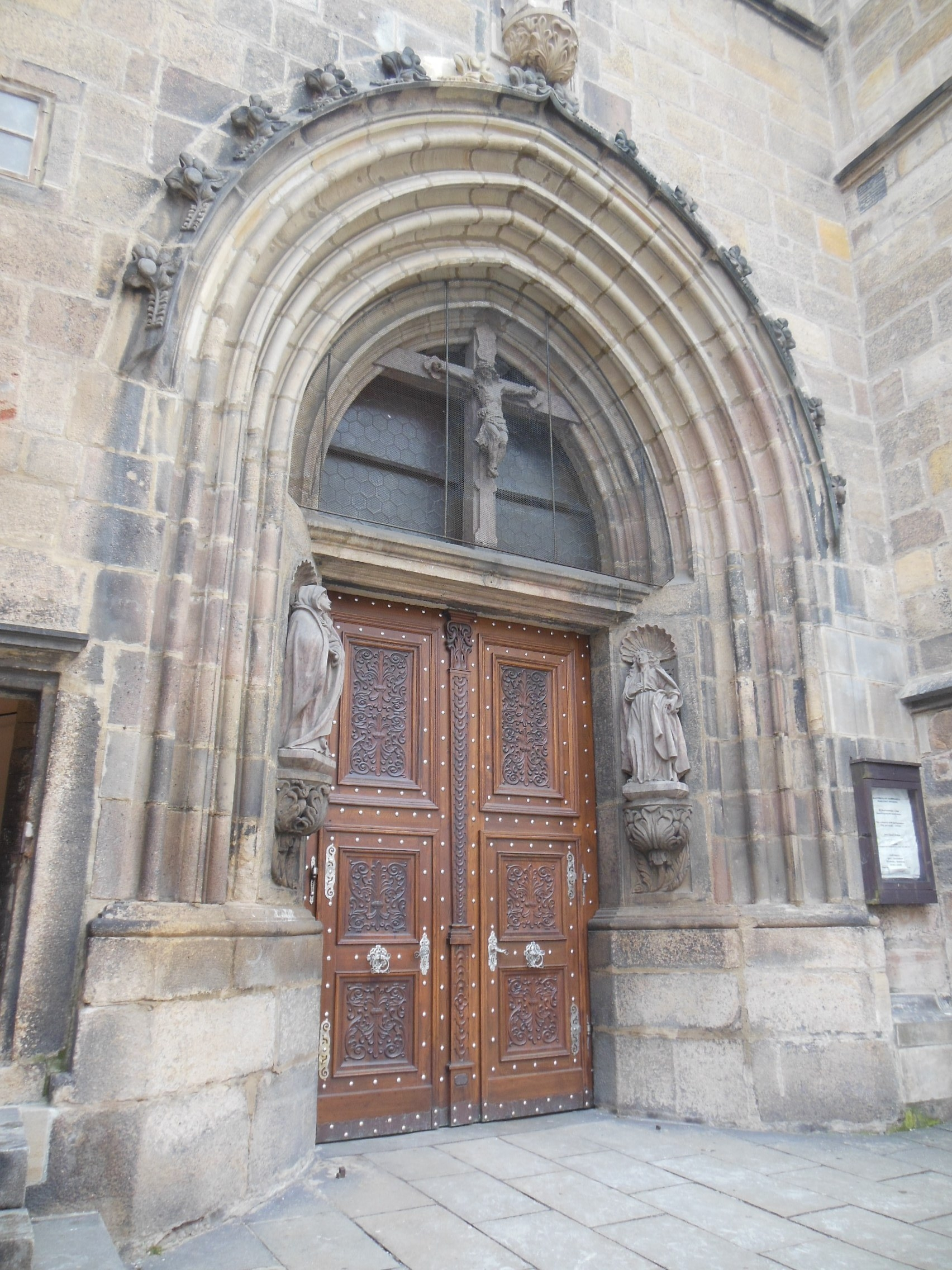
Hlavní vstup
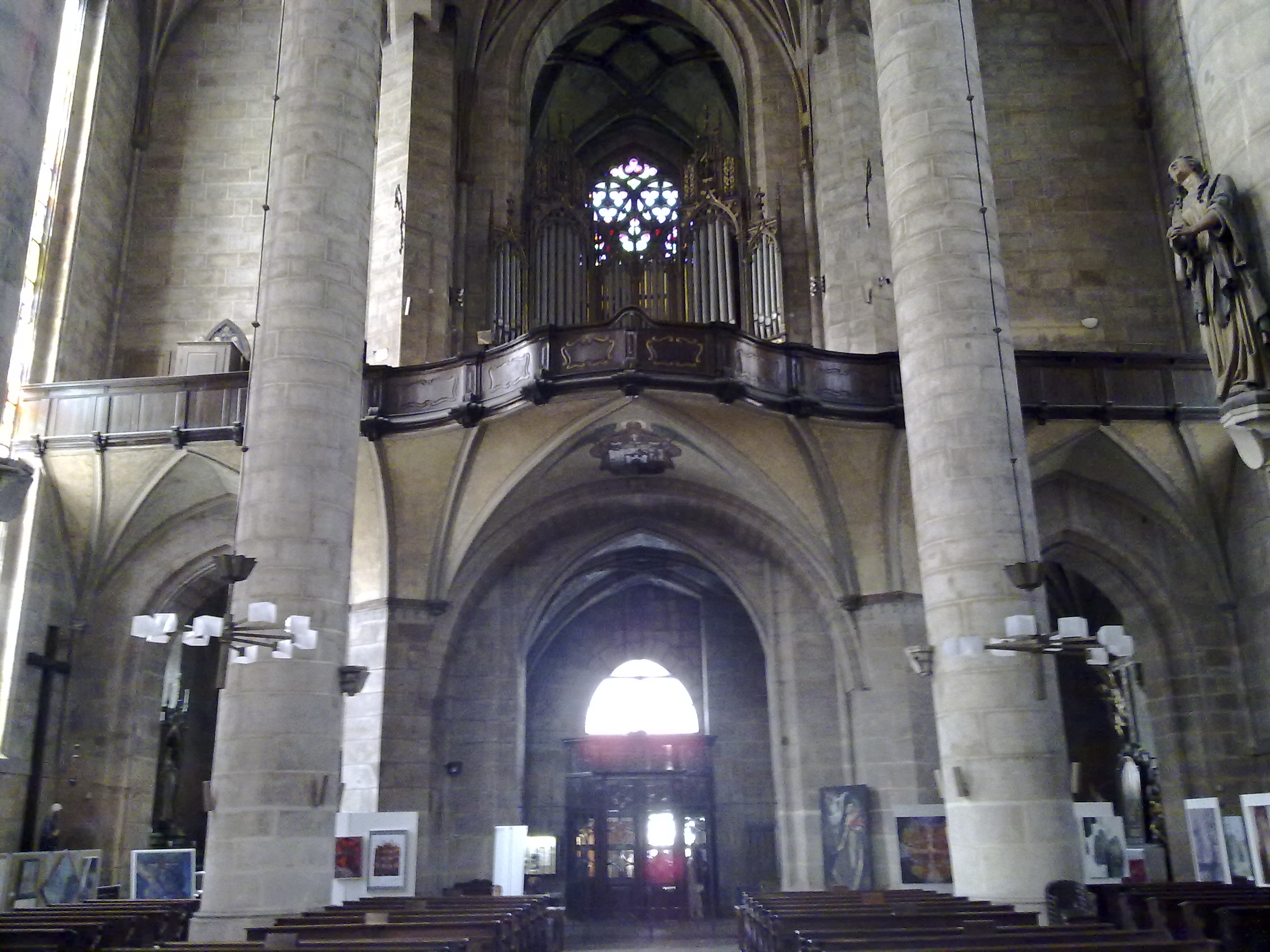
Kruchta
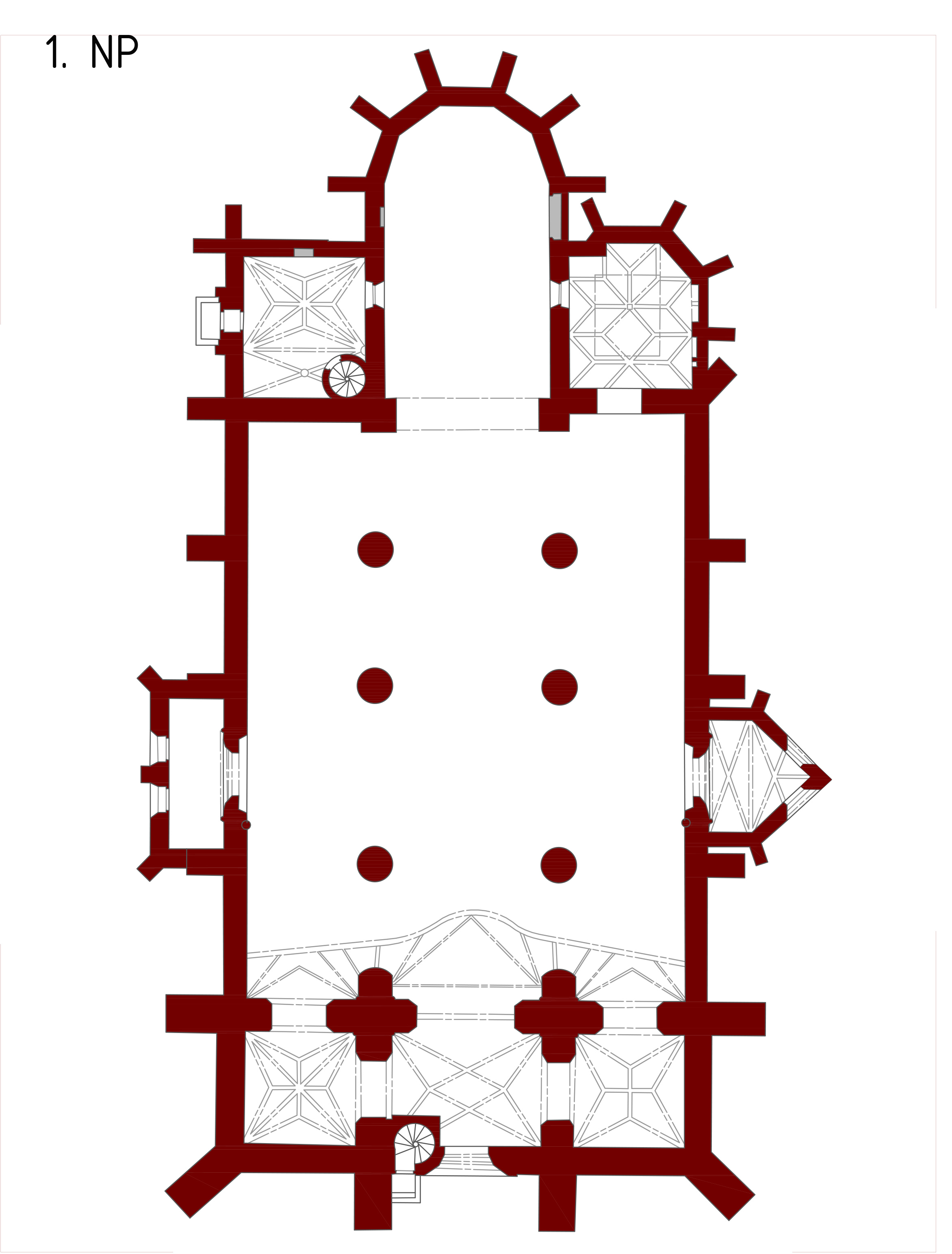
Půdorys s vyobrazením kleneb Šternberské kaple, sakristie, kruchty, jižního vstupního portálu a obou prostorů pod věžemi
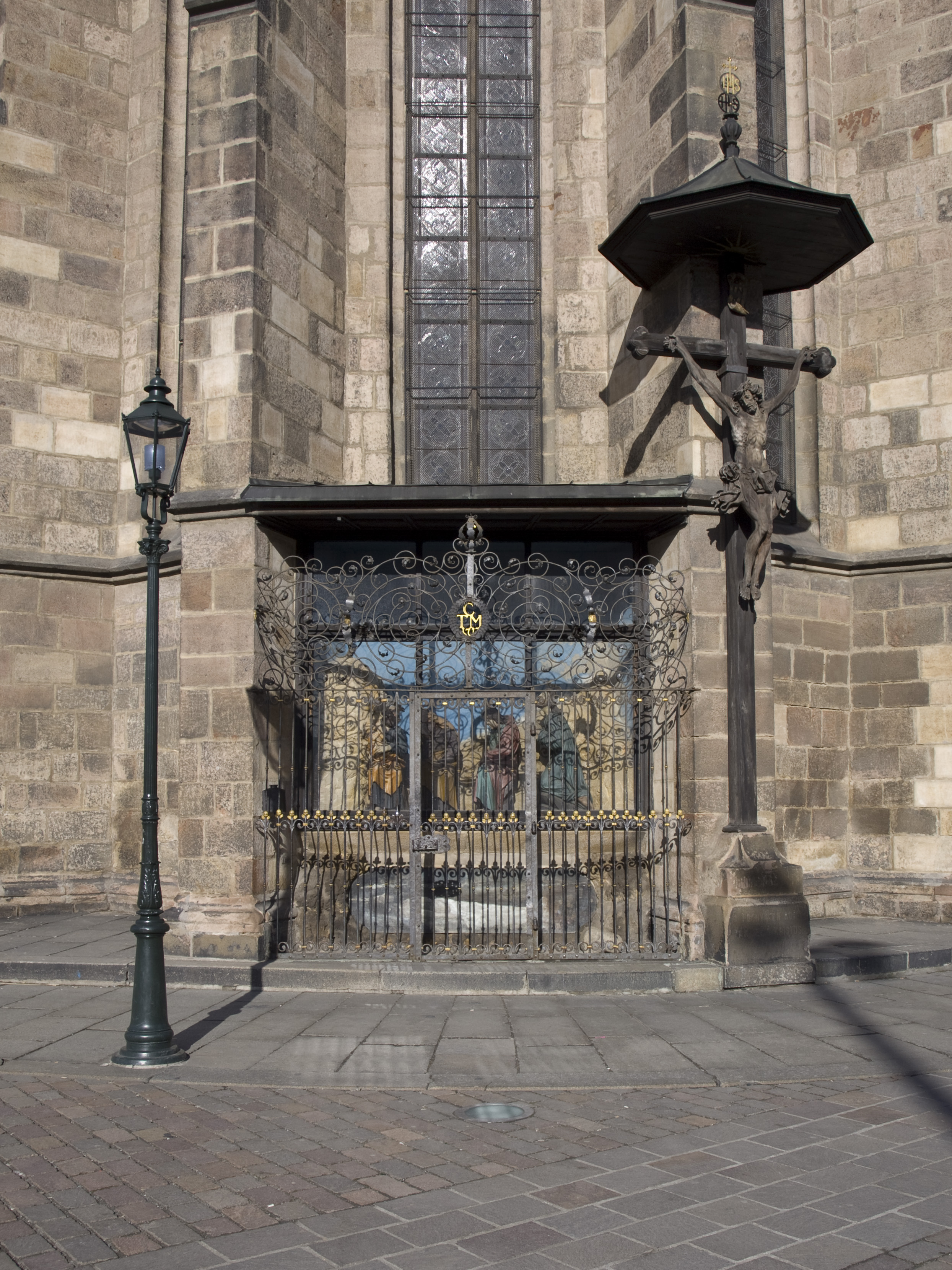
Jihovýchodní výklenek s Božím hrobem
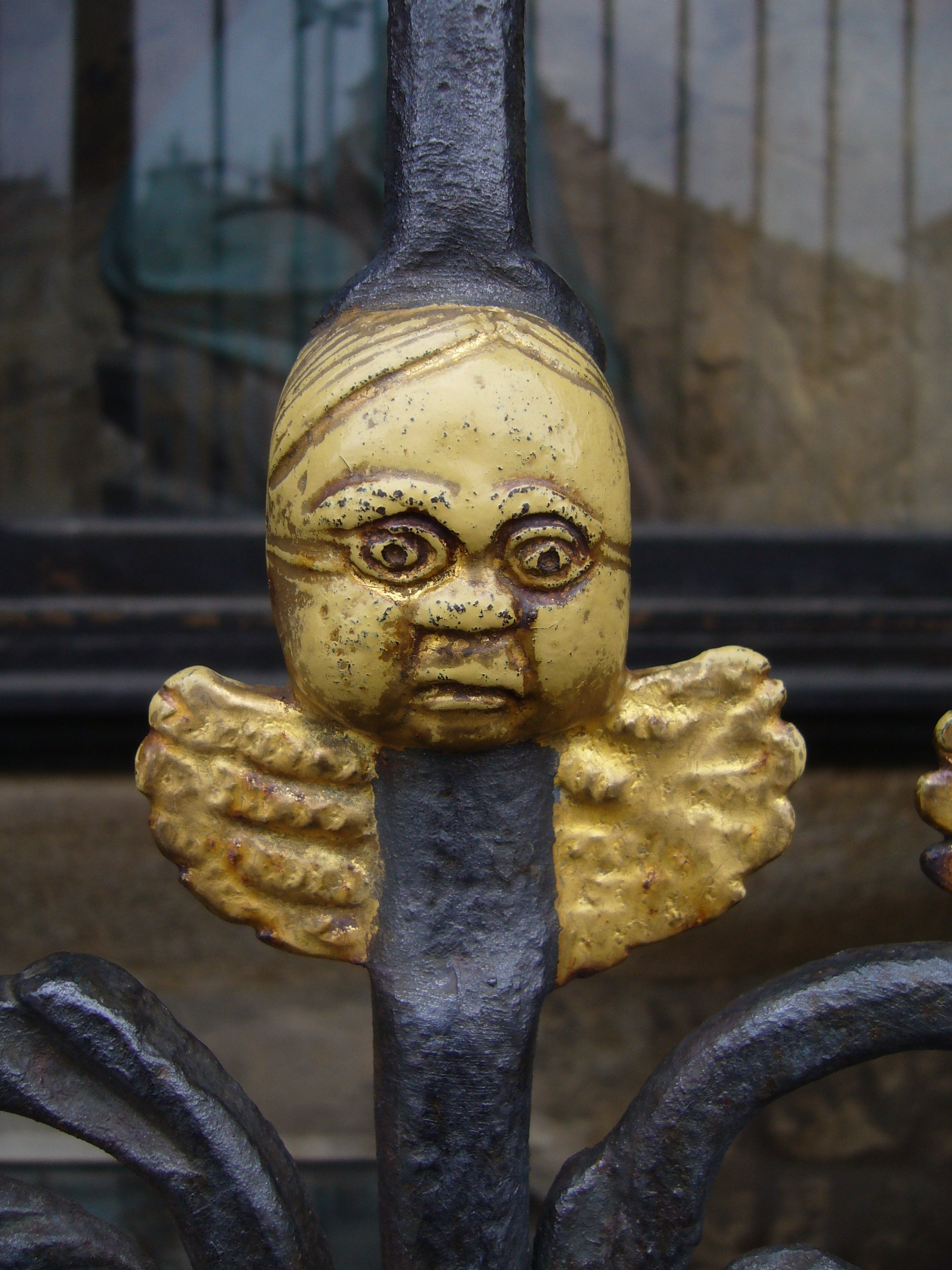
Detail mříže s andělíčkem
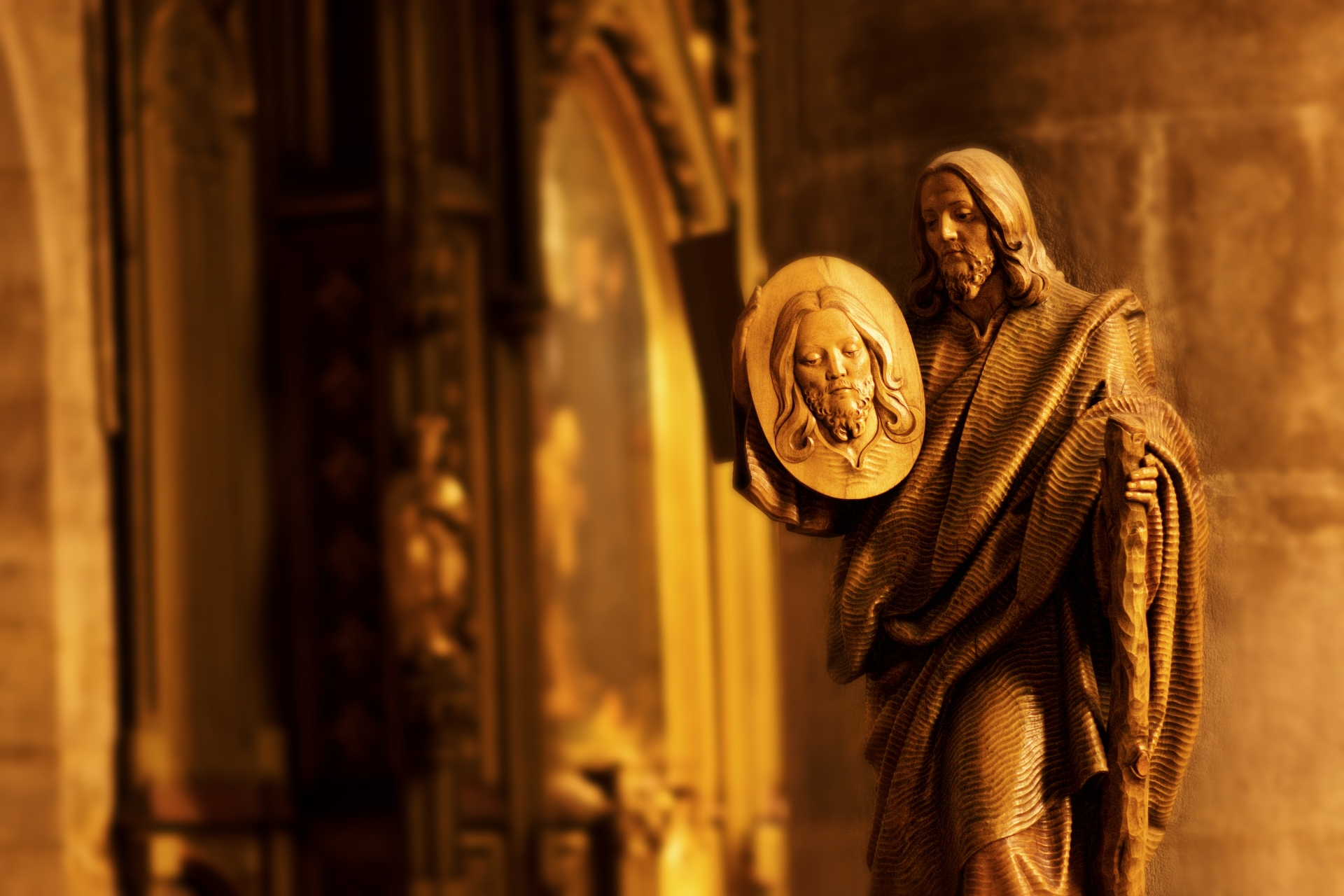
Detail sochy v interiéru
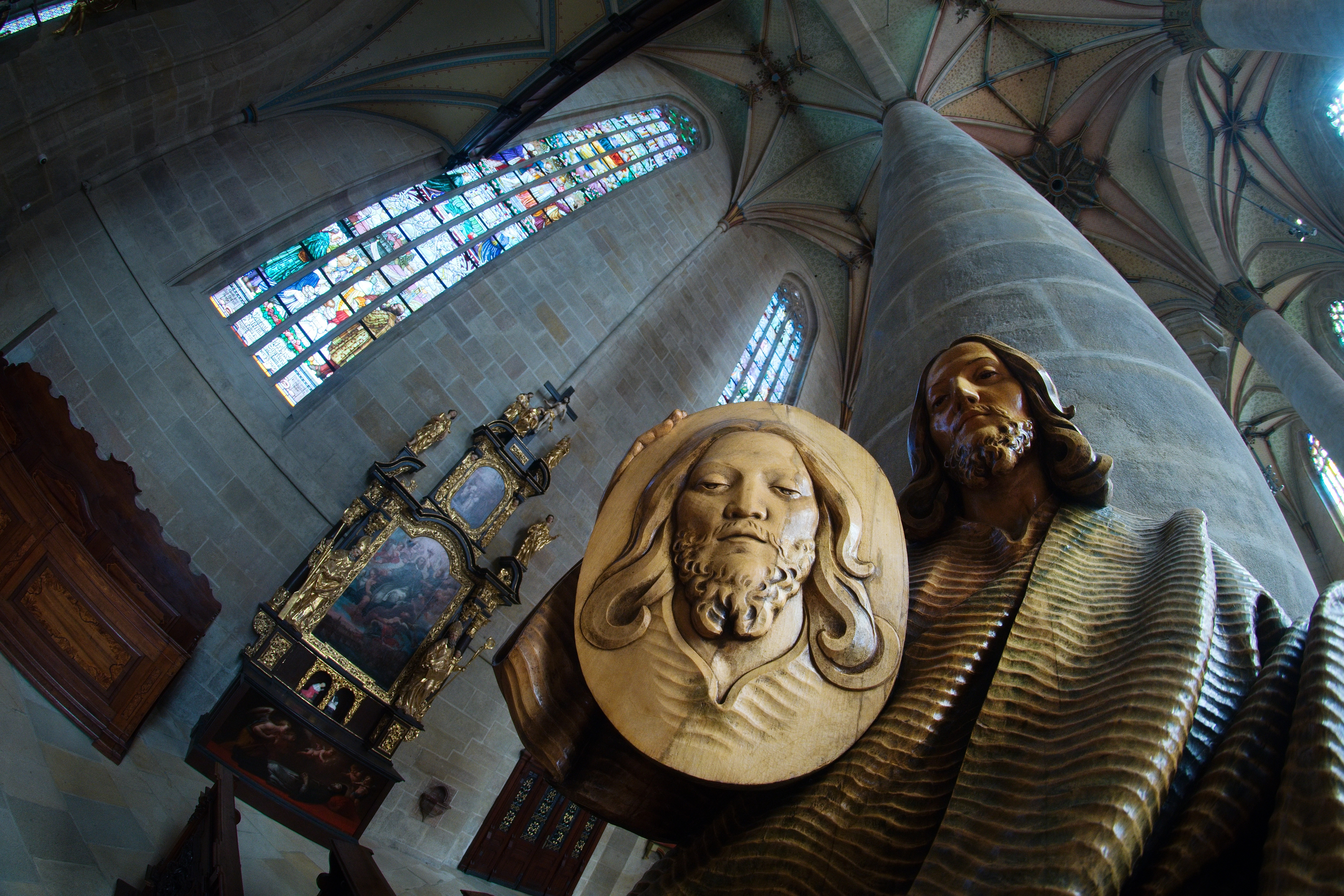
Plzeň kostel sv Bartoloměje - interiér